# Funkdienst für die Klein- und Sportschifffahrt
Funkdienst für die Klein- und Sportschifffahrt ist eine Publikation des deutschen Bundesamtes für Seeschifffahrt und Hydrographie (BSH). Dieses amtliche Seebuch soll Motor- und Segelyachten auf See durch Informationen über Seefunk- und Sonderdienste wie z. B. NAVTEX, Ortungs- und Wetterinformationen eine größere Sicherheit gewährleisten. Bis 2012 wurde das Buch als Jachtfunkdienst veröffentlicht.
Die Publikation ist ein Auszug aus dem wesentlich umfassenderen Nautischen Funkdienst und den Revierfunkdiensten, die sich in erster Linie an die Berufsschifffahrt wenden. Während für die Berufsschifffahrt eine weitgehende Ausrüstungspflicht bei Seefunkanlagen besteht (siehe auch SOLAS), ist es der Sport- und Freizeitschifffahrt weitgehend freigestellt, ob sie an Sprechfunk- und Informationsdiensten teilnimmt. Lediglich für Charter-Yachten mit einer Länge von mehr als 12 m existiert eine Ausrüstungspflicht.
Der Funkdienst für die Klein- und Sportschifffahrt erscheint jährlich neu. Die wöchentlich erscheinenden Nachrichten für Seefahrer (NfS) und ein Online-Berichtungsservice des Bundesamtes für Seeschifffahrt und Hydrographie gewährleisten eine Aktualisierung der Angaben.